# مقاطعة هينسيستي
مقاطعة هينسيستي (بالرومانية: Raionul Hîncești)‏ هي مقاطعة في مولدوفا، بلغ عدد سكانها 103,784  نسمة وذلك حسب إحصائيات سنة 2014، عاصمتها هينسشتي، تبلغ مساحتها 1,484 كيلومتر مربع.